# Hystriomyia valentinae
Hystriomyia valentinae är en tvåvingeart som beskrevs av Zimin 1983. Hystriomyia valentinae ingår i släktet Hystriomyia och familjen parasitflugor. Inga underarter finns listade i Catalogue of Life.